# Gallese
Gallese es una localidad y comune italiana de la provincia de Viterbo, región de Lacio, con 3011 habitantes.

## Evolución demográfica
| Gráfica de evolución demográfica de Gallese entre 1861 y 2001 |
|                                                               |
| Fuente ISTAT - elaboración gráfica de Wikipedia               |